# Gabriele Caliari (pittore)
Gabriele Caliari (Venezia, 7 settembre 1568 – Venezia, 1630) è stato un pittore italiano.

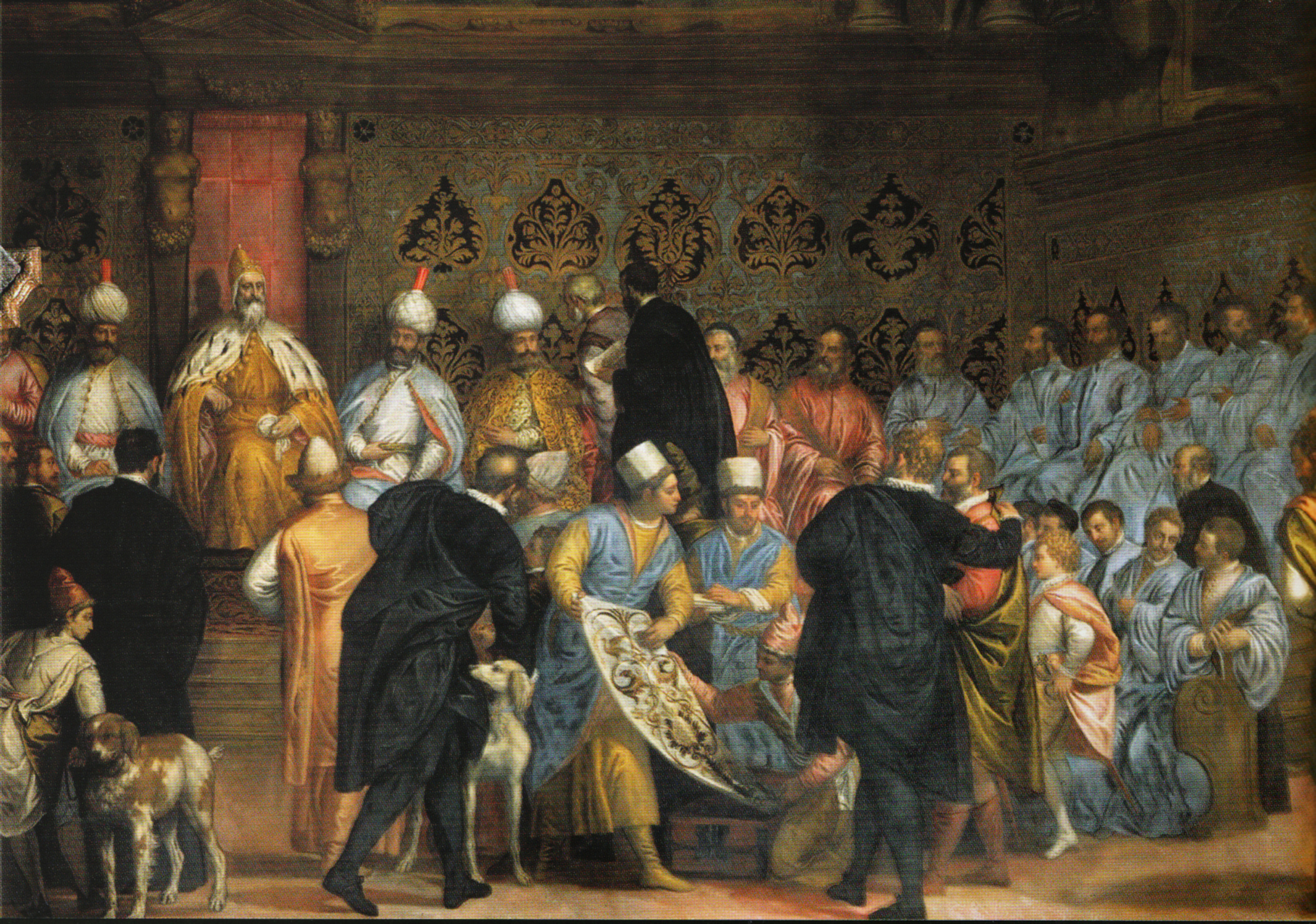
Il doge Marino Grimani che riceve gli Ambasciatori persiani, Venezia, Palazzo Ducale.

Figlio maggiore del più noto Paolo Veronese, lavorò in collaborazione con questi ma anche da sé. Di minor talento rispetto al fratello Carletto, dopo essersi dedicato anche al commercio ed aver continuato a dipingere come passatempo, morì di peste.